# クライナー・パーキンス・コーフィールド・アンド・バイヤーズ
クライナー・パーキンス（英語: Kleiner Perkins）
は、カリフォルニア州メンローパークに本部を置くアメリカ合衆国のベンチャーキャピタル。以前の社名であるクライナー・パーキンス・コーフィールド・アンド・バイヤーズ（KPCB）としても知られる。以前の社名は4人の代表社員ユージン・クライナー、トム・パーキンス、フランク・コーフィールド、ブルック・バイヤーズらの名前に由来する。

## 歴史
クライナー・パーキンス・コーフィールド・アンド・バイヤーズ（以下KPCB）は1972年に設立された。その頃、ほとんどのベンチャーキャピタルの創設者が財政資格を持っていたのに対し、KPCB の創設者は彼らの産業経験によって特徴づけられた。クライナーはフェアチャイルドセミコンダクターの創設者であり、パーキンスはヒューレット・パッカードの初期のコンピュータ事業部のリーダーの1人だった。
Amazon.com、AOL、コンパック、エレクトロニック・アーツ、Google、ロータス・デベロップメント、マクロメディア、ネットスケープコミュニケーションズ、セグウェイ、サン・マイクロシステムズ、タンデムコンピューターズ、ジンガ等々、KPCB は300社以上の情報技術・バイオテクノロジー会社に出資してきた。
パートナーにジョン・ドーア、ブルック・バイヤーズがいる。2005年1月、ビル・ジョイはパートナーに任命された。同年7月、元アメリカ合衆国国務長官コリン・パウエルは新設された戦略的有限責任組合員 (Strategic Limited Partner) として会社に加わった。さらに2007年11月12日、アル・ゴア前副大統領を代替エネルギー投資担当のパートナーに迎えた。2008年には元サン・マイクロシステムズ副社長ジョン・ゲージがパートナーに加わった。

## 主な投資先
- Google
- Facebook
- Amazon.com
- Square
- Twitter
- Snapchat
- Shazam
- Spotify
- Uber
- Stripe
- Slack
- Airbnb
- Nest
- JD.com
- Waze
- DoorDash
- Duolingo
- Flipboard
- Magic Leap
- Shyp
- SoundCloud
- LendingClub
- Intuit
- DJI
- Zynga
- エレクトロニック・アーツ
- サン・マイクロシステムズ
- シマンテック
- Indiegogo
- Instacart
- グルーポン
- AngelList
- Houzz
- Beyond Meat